# (99863) Winnewisser
(99863) Winnewisser est un astéroïde de la ceinture principale.

## Description
(99863) Winnewisser est un astéroïde de la ceinture principale. Il fut découvert le 23 juillet 2002 à l'observatoire Palomar par le programme NEAT. Il présente une orbite caractérisée par un demi-grand axe de 2,93 UA, une excentricité de 0,05 et une inclinaison de 3,3° par rapport à l'écliptique.

## Compléments